# Церква Святого Архангела Михаїла (Лючки)
Церква Святого Архангела Михаїла (Лючки) — парафія і храм православної громади Косівського деканату Івано-Франківської єпархії Православної церкви України, дерев'яна гуцульська церква в с. Лючки Івано-Франківської області, Україна, пам'ятка архітектури національного значення, датована 1820 роком.

## Історія
Церква розташована в центрі села біля головної дороги, датована 1820 роком, була філією парафії в Бані Березівській. У радянський період церква  охоронялась як пам'ятка архітектури Української РСР (№ 1167). Первинно церква була оббита гонтом, проте в 1980-х роках її повністю перекрили бляхою. До вівтаря, східного рамена нави та бабинця хрещатої в плані будівлі на початку ХХ ст. прибудовані ганки. Церкву використовує громада Православної церкви України.